# Krajský přebor – Praha – západ 1952
Krajský přebor – Praha – západ 1952 byl jednou z 21 skupin 2. nejvyšší fotbalové soutěže v Československu. V soutěži se utkalo 12 týmů každý s každým dvoukolovým systémem jaro-podzim. Předchozí ročník se hrál v oddělení A a oddělení B, každé po 10 účastnících. 

## Konečná tabulka
| Poř. | Tým                         | Z  | V  | R | P  | VG  | OG | B  |
| ---- | --------------------------- | -- | -- | - | -- | --- | -- | -- |
| 1.   | ÚDA Praha „B“               | 22 | 20 | 2 | 0  | 112 | 25 | 42 |
| 2.   | SONP Kladno „B“             | 22 | 11 | 6 | 5  | 90  | 44 | 28 |
| 3.   | ZSJ ČSD Kralupy nad Vltavou | 22 | 12 | 3 | 7  | 70  | 38 | 27 |
| 4.   | Kablo Kladno                | 22 | 10 | 4 | 8  | 53  | 44 | 24 |
| 5.   | DSO Škoda Hořovice          | 22 | 10 | 2 | 10 | 56  | 45 | 22 |
| 6.   | ČSD Beroun                  | 22 | 10 | 2 | 10 | 51  | 60 | 22 |
| 7.   | Sokol TOS Rakovník          | 22 | 7  | 6 | 9  | 47  | 72 | 20 |
| 8.   | ČKD Slaný                   | 22 | 8  | 3 | 11 | 53  | 63 | 19 |
| 9.   | TOS Žebrák                  | 22 | 7  | 7 | 8  | 38  | 52 | 18 |
| 10.  | Buzuluk Komárov             | 22 | 6  | 5 | 11 | 41  | 49 | 17 |
| 11.  | JZD Stodůlky                | 22 | 5  | 4 | 13 | 50  | 94 | 14 |
| 12.  | Kovosvit Radotín            | 22 | 3  | 2 | 17 | 31  | 96 | 8  |

Poznámky:
- Z = Odehrané zápasy; V = Vítězství; R = Remízy; P = Prohry; VG = Vstřelené góly; OG = Obdržené góly; B = Body;